# Mandarawa
Mandara of Mandarawa is een volk dat leeft in Noord-Kameroen. De noordelijke bergvolkeren leven dieper in de bergen. Dit komt voornamelijk doordat ze jaren terug moesten vluchten voor de Fulbe en de Haussa. Het “op-de-vlucht-zijn” heeft een grote invloed gehad op hun karakter. De voornaamste volkeren zijn de Kapsiki, de Mandara, de Mafa en de Podoko. Ze leven nog in kleine gemeenschappen met aan het hoofd een 'dorpschef'. Maar de oudste, de tovenaar en de politiek verantwoordelijke hebben ook een hoog aanzien. Ze leven van veeteelt, landbouw en toerisme.
In het verleden hadden de Mandarawa hun eigen koninkrijk (eind 15e eeuw - 1893), zie Mandara (rijk).